# Taliaferro County
Taliaferro County is een county in de Amerikaanse staat Georgia.
De county heeft een landoppervlakte van 506 km² en telt 2.077 inwoners (volkstelling 2000). De hoofdplaats is Crawfordville.

## Bevolkingsontwikkeling

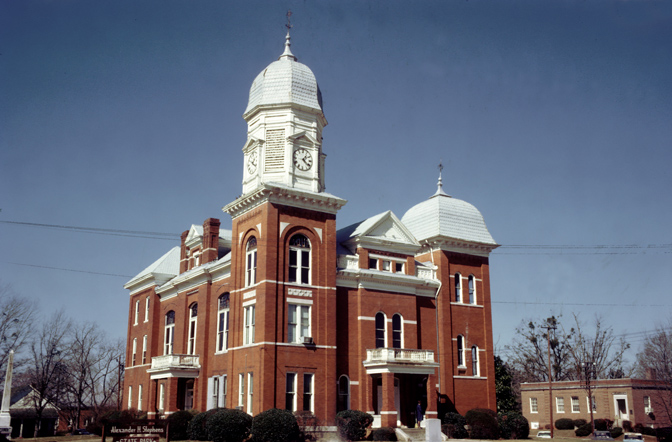
Taliaferro County Courthouse